# North East Lincolnshire
North East Lincolnshire – jednostka administracyjna w Wielkiej Brytanii, dystrykt o statusie unitary authority (tzw. jednolita jednostka administracyjna, łącząca funkcje dystryktu i hrabstwa) położony na obszarze regionu Yorkshire and the Humber w Anglii. Dla celów ceremonialnych wchodzi w skład hrabstwa Lincolnshire. Graniczy z North Lincolnshire oraz z hrabstwem Lincolnshire.
North East Lincolnshire zostało utworzone 1 kwietnia 1996 roku, po zlikwidowaniu Humberside, poprzez połączenie gmin Cleethorpes i Great Grimsby. Ośrodkiem administracyjnym jest miasto Grimsby.

## Miasta
- Cleethorpes
- Grimsby
- Immingham

## Inne miejscowości
Ashby cum Fenby, Aylesby, Barnoldby le Beck, Beelsby, Bradley, Brigsley, East Ravendale, Great Coates, Habrough, Hatcliffe, Healing, Humberston, Irby upon Humber, Laceby, New Waltham, Old Clee, Stallingborough, Waltham, Wold Newton.